# Carpias galloprovincalis
Carpias galloprovincalis là một loài chân đều trong họ Janiridae. Loài này được Amar miêu tả khoa học năm 1950.